# Santy
A Santy egy Perl nyelven íródott számítógépes féreg, ami a phpBB2 fórumszoftvert támadta úgy, hogy Google segítségével rákeresett az interneten.

## Története
Santyt X_Spec készítette és indította el 2004. december 20-án, 24 órával később a féreg nagyjából 30000-40000 oldalt támadott meg. A Santy tartja 3 órával a nemzetközi elterjedés rekordját. A féreg módosította a HTML és PHP fájlokat, és egy „This site is defaced!!! This site is defaced!!! NeverEverNoSanity WebWorm generation X” üzenetet írt ki. (X egy szám, ami a féreg generációjának száma.)
A féregnek olyan változatai is voltak, amelyek nem a Google-ben kerestek, mivel a Google később letiltotta a Santy kereséseit.

## Külső hivatkozások
Всё для Вконтакте